# 堀利栄
堀 利栄（ほり りえ、1961年 - ） は、日本の地球科学者。専門は地質学、古生物学。愛媛大学大学院理工学研究科教授。愛媛大学初の女性副学長。日本地球惑星科学連合副会長、日本学術会議会員。

## 人物・経歴
1985年神戸大学理学部地球科学科卒業。同年高校学校教諭第一種免許（理科）取得。神戸大学在学中から当時流行っていた微化石に興味を持ち、1987年大阪市立大学（現大阪公立大学）大学院理学研究科地質学専攻前期博士課程修了、理学修士。1990年同後期博士課程修了、理学博士。
1990年日本学術振興会特別研究員。1992年愛媛大学教養部非常勤講師。1994年愛媛大学理学部地球科学科地球科学教室助手。1996年文部省研究開発動向調査研究員。2004年衛生工学衛生官。2005年愛媛大学大学院理工学研究科助教授。2007年愛媛大学大学院理工学研究科准教授。
2011年ルンド大学客員教授。2014年愛媛大学大学院理工学研究科教授。2017年愛媛大学女性未来育成センター長、愛媛大学評議員。2018年愛媛大学学長特別補佐（男女共同参画）。2020年日本学術会議会員。2021年から愛媛大学初の女性副学長（ダイバーシティ担当）を務めた。2022年日本地球惑星科学連合副会長。専門は付加体地質、微化石、層序学。